# Тень Гегемона
Те́нь Гегемо́на (англ. Shadow of the Hegemon) — второй роман «Теневой Саги» американского автора Орсона Скотта Карда. Входит в цикл романов Игра Эндера, номинирован на премию Locus в 2002 году.

## Сюжет
Все выпускники Боевой школы, кроме Эндера Виггина, возвращаются на Землю примерно в 2170 году нашей эры. Тогда брат Эндера Питер, используя свой онлайн-псевдоним Локк, организует возвращение Эндера на Землю, но Валентина под псевдонимом Демосфен использует насильственное прошлое Питера против него, чтобы удержать Эндера в ссылке. Вскоре после их возвращения члены подразделения Эндера, за исключением Боба , захвачены Ахиллесом де Фландр как стратеги в предстоящей борьбе за мировое господство. Ахилл безуспешно пытается убить Боба. В последствии он скрывается и присоединяется к сестре Карлотте. После того, как Боб обнаружил закодированное сообщение, отправленное Петрой, подтверждающее, что русские являются сторонниками Ахилла, он работает, чтобы освободить её и других, помогая Питеру прийти к власти.
Питер под псевдонимом «Локк» раскрывает то, что Ахиллес является убийцей. Выпускники Боевой школы освобождаются, за исключением Петры Арканян, которую Ахилл привозит в Индию. Оттуда он запрашивает планы вторжения в Бирму, а затем в Таиланд, для которых выпускники индийской Боевой школы, в том числе Саяги и Вирмими, разрабатывают планы нападений. Петра устраивает другой план обстрела индийских гарнизонов вдоль индо-пакистанской границы, чего, как она ожидает, никогда не произойдёт до встречи с премьер-министром Пакистана, в которой Ахилл призовет обе страны заключить мир между собой и объявить войну другим соседям; тайно давая Китаю возможность уничтожить индийскую армию.
Петра находит союзника в Вирломи, который доказывает Бобу, что Петра — заключённая, и в конце концов убегает из военного комплекса. Поддержанный Бобом и Сестрой Карлоттой «Локк» выдвигается публично на должность Гегемона, позволяя Питеру раскрыть себя.
Между тем, Боб присоединяется к тайской армии под патронажем Суриявонг (Сури), выпускника школы Боевой школы и номинального руководителя отдела планирования Таиланда и обучает 200 тайских солдат для войны против Индии. Когда тайский главнокомандующий предаёт Суриявонг и Боба, Боб прячет себя и Сури в казармах своих войск, а Таиланд готовится к войне.
Бин и Суриявонг используют войска, которые Боб обучил, для остановки индийских линий снабжения. Выбирая мост, они встречаются с Вирломи, которая переходит на их сторону. С помощью солдат Бин и замечательных связей Локка они двигаются по Хайдарабаду, где Боб спасает Петру. Кроме того, «Локк» публикует эссе с подробным описанием китайской измены, и на основе этого предвидения Питер Виггин избирается Гегемоном всего мира.